# Salvatore Misdea
Salvatore Misdea (Girifalco, 1862 – Napoli, 21 giugno 1884) è stato un militare italiano che fu condannato a morte dal tribunale militare di Napoli perché riconosciuto colpevole di strage, avendo ucciso alcuni commilitoni e ferito diversi altri in preda a un raptus.

## Il delitto
(Edoardo Scarfoglio, Il romanzo di Misdea)
L'episodio si verificò a Napoli il 13 aprile 1884, ricorrenza della Pasqua, nella caserma "Pizzofalcone", ove Misdea prestava servizio militare in forza al 19º reggimento di fanteria. Qui, secondo il Lombroso, il Misdea si trovava già da diverso tempo e aveva già avuto accessi di violenza per i quali il suo ufficiale, un capitano, lo aveva esonerato dalla mansione di barbiere, che lo teneva a contatto con lame; Misdea aveva dei precedenti, per tentato omicidio, furto, porto abusivo d'armi.
Alcuni soldati originari dell'alta Italia (tali Codara, Storti e Zanoletti) vennero a discussione con certi commilitoni di origine calabrese (tali Colistri e Trovato), cui dissero provocatoriamente che la Calabria era terra arsa; intervenne il caporale Roncoroni che impose il silenzio. Misdea chiese al caporale perché stessero litigando, questi lo invitò a non impicciarsi e il soldato lo prese per la giubba nel tentativo di iniziare una colluttazione, rinunciando però al confronto vista la maschia reazione del graduato.
Tornato in camerata, prese un fucile e ricercò i commilitoni nordici, iniziò a sparare e condusse una sorta di raid che si sarebbe concluso con 7 morti e 13 feriti.

## Il processo
Il processo richiamò molta attenzione anche per i contenuti inevitabili di regionalismo insiti nel caso, in un momento appena post-unitario, quando cioè la contrapposizione fra Nord e Sud Italia era virulenta; divenne così un processo-spettacolo con molti spettatori e moltissimi giornalisti che lo seguivano in aula.
Cesare Lombroso partecipò al processo come perito, a tal ruolo chiamato dalla difesa del Misdea; ma finì con il valutare il suo difeso irrimediabilmente pericoloso per la società e si unì a coloro che ne chiedevano la condanna. Sebbene infatti ne riconoscesse la parziale irresponsabilità, rinvenendo tratti di degenerazione, e quantunque avesse asseverato che il giovane era stato influenzato da fattori come la "follia morale, l'epilessia, l'eredità, la barbarie del paese d'origine e della famiglia, i traumi e l'alcool", tuttavia concluse che la società andava emendata da un soggetto palesemente nocivo e inguaribile.
Il processo durò circa due mesi, durante i quali furono avanzate due richieste di grazia non accolte; si concluse con la condanna a morte per fucilazione, eseguita il 21 giugno 1884.

## Conseguenze
Il Regio Esercito decretò nel maggio 1885 che nel tempo libero i soldati non disponessero di armi, che avrebbero dovuto essere prelevate dalle armerie solo quando necessario.

## Il modello pseudoscientifico sull'epilessia
Il caso suscitò un dibattito scientifico che coinvolse il criminologo Cesare Lombroso (perito nel processo) e intorno al quale si formò un tentativo di tipizzazione dell'occorso chiamato "misdeismo". La figura di Salvatore Misdea è di particolare importanza nel panorama della criminologia clinica perché le tesi peritali improntate sul milite in sede di processo (avanzate ed illustrate da Lombroso e Venturi in particolare), oltre ad essere palesemente antiscientifiche costituiscono l'anticamera della biologia razziale consegnata al Nazismo, da cui deriverà il concetto di soluzione finale per gli ebrei. Tali concettualizzazioni antiscientifiche, improntate su Salvatore Misdea, portano il nome di atavismo, eugenetica e fisiognomica. 
Quando, dopo l'arresto, Misdea diede prova di non ricordare il delitto commesso, Lombroso ne concluse che fosse stato attinto da un blocco dei centri psichici, quindi a una sorta di attacco di epilessia; l'anno successivo lo studioso avrebbe infatti redatto un saggio dall'eloquente titolo "Identità dell'epilessia colla pazzia morale e delinquenza congenita" in cui sosteneva, in linea con le teoria da poco sviluppate di Henry Maudsley, che l'epilessia larvata fosse all'origine dell'agire criminale.
L'epilessia, dunque, in quanto sospensione dell'ordinario funzionamento dei centri psichici, era in questa visione all'origine della pazzia morale.
La figura di Salvatore Misdea è stata, altresì, oggetto di strumentale artificio al punto che Lombroso, per far credere vere le predette tesi antiscientifiche e condannate dalla scienza, ha contraffatto il dagherrotipo del milite, consegnando ai posteri un'immagine raffigurativa stravolta e lontana da quella reale.